# Ксенија Собчак
Ксенија Анатољевна Собчак (рус. Ксе́ния Анато́льевна Собча́к; Лењинград, 5. новембар 1981) руска је водитељка, новинарка, јавна личност, глумица и политичарка.
Кандидовала се 18. октобра 2017. године, за председницу Руске Федерације на председничким изборима 2018. године на којима је освојила 1,68% гласова.

## Биографија
Рођена је 5. новембра 1981. године у тадашњем Лењинграду (данашњи Санкт Петербург), СССР. Као дете похађала је балетну школу у Маријинском театру и школу уметности у склопу музеја Ермитаж у Санкт Петербургу. Дипломирала је на Државном универзитету у Санкт Петербургу на одсеку за међународне односе. 2002. године, уписује постдипломски студије из подручја политике на Московском државном институту за међународне односе. Кћи је првог демократски изабраног градоначелника Санкт Петербурга Анатолија Собчака и Људмиле Нарусове, руске политичарке.
2004. године, Ксенија Собчак се пријавила као кандидаткиња, да постане прва руска туристкиња у свемиру. Учествовала је у припремама, али је пројекат отказан.

## Каријера

### Телевизија
Ксенија Собчак је у Русији позната као ТВ водитељка у разним ТВ емисијама, нарочито у ријалити-шоу програмима и у политичким ток шоу емисијама. Позната је по надимцима "руска ИТ девојка" и "руска Парис Хилтон".

### Филм
Учествовала је у филму "Лопови и проститутке" из 2004. године, према истинитој причи о њеном детињству.

### Политика
Након руских парламентарних избора, који су се одржали 4. децембра 2011. године, Ксенија Собчак се придружила протестним скуповима, који су одговор на наводне изборне преваре. Такође је учествовала у кампањи против Путиновог ре-избора за председника, радећи у својству посматрача током председничких избора, који су се одржали 4. марта 2012. године. Својим политичким ангажманом активно подржава руске опозиционе лидере. На телевизији, као тв водитељка, угостила је једног опозиционог челника и заједно с њим отворено критиковала Путинову политику, што је довело до незадовољства владајуће руске странке Јединствена Русија. Због тога, и других опозиционих активности, власти су јој претресли стан у Москви у јуну 2012. године и пронашли велику своту новца, за које није могла да докаже порекло.
Њен отац Анатолиј Собчак био је ментор у почецима политичке каријере Владимира Путина, када је био градоначелник Санкт Петербурга и угледни правник.
Јавно се противила руском закону, који нарушава приватност познатих особа.

### Дизајн
Радила је као дизајнерка одеће и обуће. У јуну 2006. године, покренула је своју прву колекцију гумених чизми.

### Музика
2007. године је снимила песму Играј (рус. Потанцуй) у сарадњи са руским певачем и композитором Тиматијем. За исту је снимила и видео спот.